# Esther Michelson
Esther Michelson est une actrice américaine née le 2 septembre 1898 à Flushing, New York (États-Unis), décédée le 24 décembre 1965 à Encino (Californie).

## Filmographie
- 1935 : Wings in the Dark : Boy's Mother at Coney Island
- 1935 : One More Spring : Jewish Woman
- 1935 : McFadden's Flats (en) : Mrs. Bernstein
- 1935 : Here Comes the Band : Jewish Woman
- 1935 : Bad Boy : Jewish woman
- 1935 : The Bride Comes Home : Bystander
- 1940 : I Take This Woman : Woman in Clinic
- 1940 : Le Dictateur (The Great Dictator) : Jewish Woman
- 1940 : Christmas in July : Sophie's mother
- 1941 : Un cœur pris au piège (The Lady Eve) : Wife on Boat
- 1941 : H.M. Pulham, Esq. : Mrs. Frenkel
- 1941 : Les Voyages de Sullivan (Sullivan's Travels) : Woman on 'Poor Street'
- 1942 : Madame et ses flirts (The Palm Beach Story) : Near-sighted woman
- 1944 : The Very Thought of You de Delmer Daves : Mrs. Adelson
- 1945 : Escale à Hollywood (Anchors Aweigh) : Hamburger Woman
- 1945 : Rhapsody in Blue : Woman in window coming little girl's hair
- 1946 : Humoresque : Woman in grocery store
- 1948 : Le Condamné de la cellule cinq (Wouldn't Be in Your Shoes) : Mrs. Finkelstein
- 1949 : Match d'amour (Take Me Out to the Ball Game) : Fisherman's wife
- 1949 : The Doctor and the Girl : Bit Role
- 1953 : The Juggler : Women on bus
- 1953 : Francis Covers the Big Town : Mrs. Gold
- 1954 : La Tour des ambitieux (Executive Suite) : Candy Store Lady